# Бекхэм, Дэвид
Сэр Дэ́вид Ро́берт Джо́зеф Бе́кхэм (Бе́кем; англ. David Robert Joseph Beckham, английское произношение: [ˈdeɪvɪd ˈrɒbət ˈdʒəʊzəf ˈbɛkəm]; родился 2 мая 1975, Лондон) — английский футболист, игравший на позиции полузащитника. На протяжении карьеры выступал за клубы «Манчестер Юнайтед», «Престон Норт Энд», «Реал Мадрид», «Милан», «Лос-Анджелес Гэлакси» и «Пари Сен-Жермен», а также защищал цвета сборной Англии. Особенно известен своими высокими навыками исполнения стандартов и штрафных ударов, а также умением отдавать точные пасы. В 2011 году был признан самым высокооплачиваемым футболистом мира.
Футбольная карьера Бекхэма началась после подписания профессионального контракта с «Манчестер Юнайтед», в котором он дебютировал в 1992 году в возрасте 17 лет. Бекхэм выиграл с «Манчестер Юнайтед» 6 чемпионских титулов Премьер-лиги, 2 Кубка Англии и Лигу чемпионов. В 2003 году он перешёл в «Реал Мадрид», в котором выступал на протяжении четырёх сезонов, выиграв чемпионат Испании в своём последнем сезоне в команде. В январе 2007 года Бекхэм подписал с клубом МЛС «Лос-Анджелес Гэлакси» пятилетний контракт на сумму 32,5 млн долларов. Будучи игроком «Гэлакси», Бекхэм выступал за итальянский «Милан» на правах аренды в 2009 и 2010 годах. После одного сезона, проведённого в «Пари Сен-Жермен», завершил карьеру игрока.
Бекхэм дважды занимал второе место в голосовании на звание «Игрока года» по версии ФИФА, а в 2004 году он был самым высокооплачиваемым футболистом мира. Бекхэм стал первым британским футболистом, сыгравшим 100 матчей в Лиге чемпионов УЕФА. Он был капитаном сборной Англии с 15 ноября 2000 до завершения чемпионата мира 2006 года, проведя 58 матчей с капитанской повязкой. После этого он продолжил выступать за сборную, сыграв свой сотый матч за Англию в матче против Франции 26 марта 2008 года. Имя Бекхэма было самым популярным запросом в Google на спортивную тематику в 2003 и 2004 годах и стало популярным рекламным брендом, в том числе в мире моды. В 2025 году король Великобритании Карл III пожаловал Бекхэму титул рыцаря-бакалавра.
Бекхэм женат на вокалистке Spice Girls Виктории Бекхэм (в девичестве — Адамс). Пара имеет троих сыновей: Бруклина Джозефа, Ромео Джеймса, Круза Дэвида и дочь Харпер Севен.

## Детство и начало карьеры
Бекхэм родился 2 мая 1975 года в Лейтонстоуне, Лондон, в семье монтажника кухонь Дэвида Эдварда Алана «Теда» Бекхэма (родился в Эдмонтоне в 1948 году) и парикмахера Сандры Джорджины Уэст (родилась в 1949 году). В детстве Бекхэм регулярно играл в футбол в «Риджуэй Парк» в Чингфорде. Его дед по материнской линии был евреем, а сам Дэвид считает себя «наполовину евреем» и признаёт, что религия оказала на него влияние. В своей книге «Обе ноги на земле» (Both Feet on the Ground) он пишет, что в детстве регулярно посещал христианскую церковь вместе с родителями и двумя своими сёстрами, Джоанной и Линн. В декабре 2009 года дед Бекхэма по материнской линии Джозеф Вест скончался в возрасте 83 лет от рака лёгких.
Родители Дэвида были болельщиками «Манчестер Юнайтед» и регулярно ездили на «Олд Траффорд» из Лондона на домашние матчи «Юнайтед». Дэвид унаследовал родительскую любовь к «Манчестер Юнайтед». Он посещал футбольную школу Бобби Чарльтона в Манчестере и принял участие в тренировочном сборе «Барселоны», где просматривались молодые таланты. В детстве он выступал за местную команду «Риджуэй Роверс», которую тренировал его отец, Стюарт Андервуд, и Стив Кирби. В 1986 году Бекхэм вышел на поле в одежде маскота «Манчестер Юнайтед» перед матчем против «Вест Хэма». В подростковом возрасте он выступал на любительском уровне за клубы «Лейтон Ориент», «Норвич Сити», «Тоттенхэм Хотспур» и «Бримсдаун Роверс». Когда Дэвиду исполнилось 14 лет, он подписал школьный контракт с футбольной академией «Манчестер Юнайтед».

## Клубная карьера

### «Манчестер Юнайтед»

#### Молодёжная команда и первые вызовы в основной состав
Дэвид был одним из игроков «Манчестер Юнайтед», выигравших Молодёжный Кубок Англии в мае 1992 года. Сам Бекхэм отличился голом в ответном финальном матче против «Кристал Пэлас». В этом же году он дебютировал за основной состав «Юнайтед», выйдя на замену в матче Кубка Футбольной лиги против «Брайтон энд Хоув Альбион», а вскоре после этого подписал свой первый профессиональный контракт с клубом. В 1993 году «Юнайтед» вновь вышел в финал Молодёжного Кубка Англии, но уступил в нём «Лидсу». В сезоне 1993/94 году Бекхэм выиграл с дублем «Манчестер Юнайтед» чемпионат Англии среди резервных команд.
7 декабря 1994 года Бекхэм дебютировал в Лиге чемпионов в последнем матче группового этапа против «Галатасарая», который завершился победой «Юнайтед» со счётом 4:0 (один из голов забил Бекхэм). Эта победа, однако, гарантировала «Юнайтед» лишь третье место в группе (второе место заняла «Барселона» по разнице мячей).

#### «Престон Норт Энд» (аренда)
В сезоне 1994/95 Дэвид отправился в аренду в клуб «Престон Норт Энд», где забил два гола в пяти матчах, один из которых — прямым ударом с углового.

#### Возвращение в «Манчестер Юнайтед»
Весной 1995 года Бекхэм вернулся в «Манчестер Юнайтед» и дебютировал за него в Премьер-лиге 2 апреля 1995 года в матче против «Лидс Юнайтед».
В сезоне 1996/1997 Бекхэм начал с гола от центра поля в игре против «Уимблдона» на стадионе «Селхёрст Парк». С этого года Бекхэма стали приглашать в сборную, он дебютировал в ней 1 сентября в матче с Молдовой в Кишинёве. Бекхэм прочно занял место в основном составе своего клуба, заменив неожиданно ушедшего в «Эвертон» Канчельскиса, и сразу стал показывать отличную сноровку в забивании красивых мячей со стандартов, как это было в полуфинале Кубка Лиги против «Челси». Бекхэм провёл сезон на одном дыхании и по результатам опроса футболистов был признан лучшим молодым игроком года. В том числе и его усилиями «Манчестер Юнайтед» снова стал чемпионом и дошёл до полуфинала Лиги чемпионов. Но сезон 1997/1998 был довольно неудачным для «Манчестер Юнайтед» и Бекхэма, так как команда проиграла «Арсеналу» гонку за чемпионский титул, вылетела из Кубка Англии и не смогла преодолеть сопротивление «Монако» на четвертьфинальной стадии Лиги чемпионов. Утешением для Бекхэма могло быть приглашение в сборную на чемпионат мира 1998.

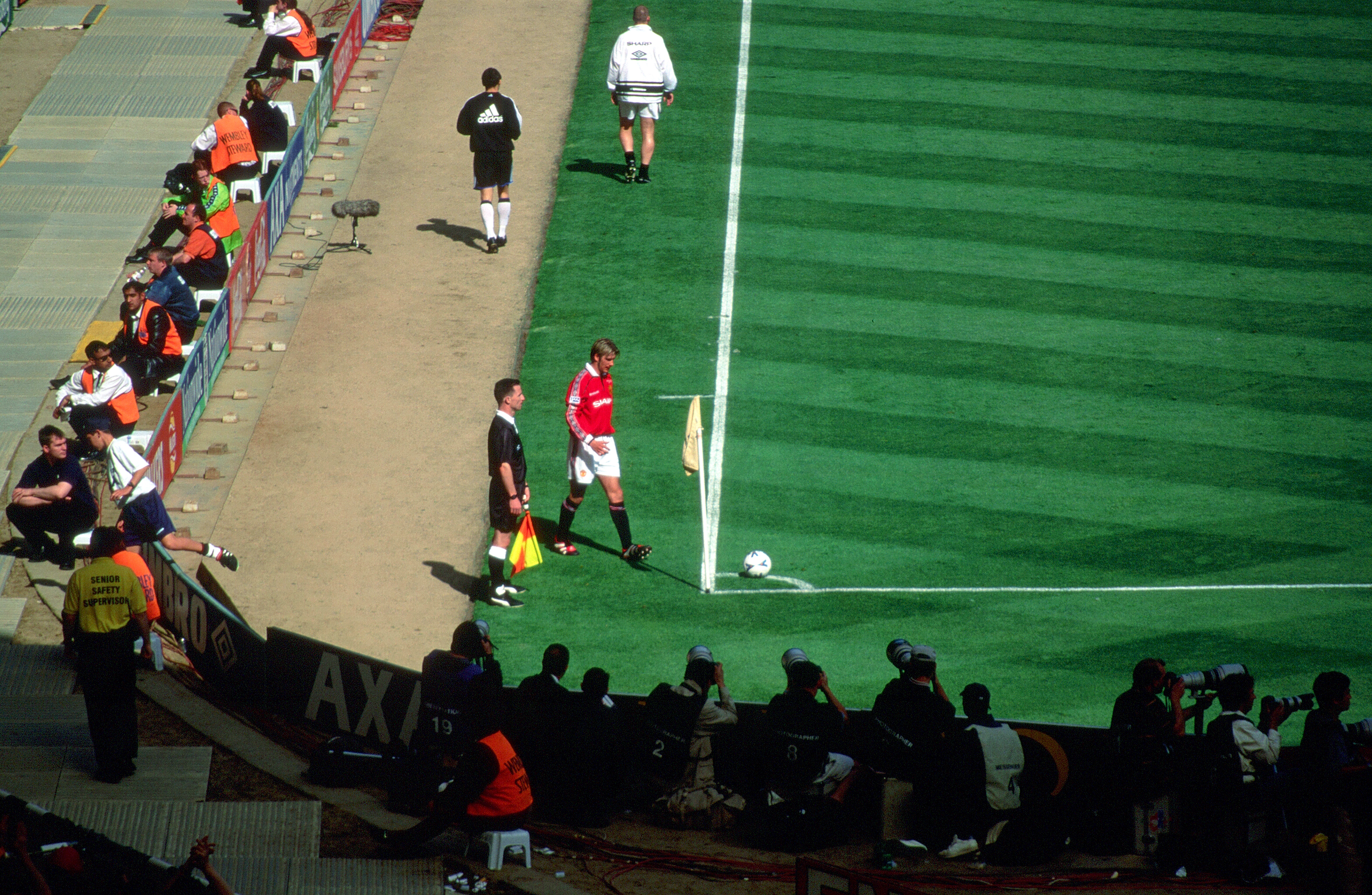
Бекхэм в финале Кубка Англии против «Тоттенхэм Хотспур» в 1999 году

В марте 1999 года Бекхэм становится отцом, его сына зовут Бруклин и бутсы Бекхэма демонстрируют его имя после окончания лучшего для «Манчестер Юнайтед» и самого Бекхэма сезона, в котором они завоевали четыре трофея, став лучшими в мире: чемпионский титул, Кубок Англии и Кубок Лиги чемпионов, а также Межконтинентальный Кубок. В июле 1999 года Бекхэм женится на Виктории Адамс, в то время больше известной как Posh (рус. шикарная), одной из вокалисток поп-группы Spice Girls. Сезон 1999/2000 был также удачен для Бекхэма, несмотря на постоянные уколы прессы относительно его новой причёски и дискуссии с сэром Алексом Фергюсоном насчёт повышения гонорара. В этот год «Манчестер Юнайтед» снова стал чемпионом, Бекхэм стал вторым лучшим игроком как в Европе, так и в мире, в обоих случаях его обошёл Ривалдо. Бекхэм также был вторым и в конкурсе на спортсмена года BBC Sports, где он проиграл только чемпиону мира по боксу Ленноксу Льюису.
Лучшие матчи сезона 2000/2001 у Бекхэма пришлись на сборную Англии, хотя он снова выиграл Премьер-Лигу с «Манчестер Юнайтед», забив в трёх матчах подряд в начале года.

### «Реал Мадрид»
Вскоре после перехода в «Реал Мадрид» Бекхэм отказался от сотрудничества со своим многолетним агентом Тони Стивенсом и взял на его место Саймона Фуллера.

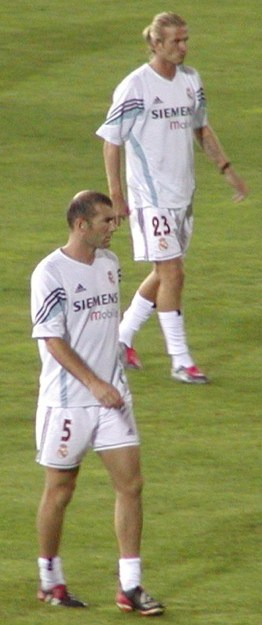
Бекхэм и Зинедин Зидан, август 2003 г.

Началась карьера англичанина в Испании с победы в Суперкубке над «Мальоркой», причём во втором поединке из двухматчевой серии, состоявшемся 27 августа 2003 года, Бекхэм открыл счёт своим голам за новый клуб, поразив ворота соперника на 73-й минуте и установив окончательный счёт (3:0). Дэвиду не потребовалось время, чтобы адаптироваться в новых условиях: с первых же матчей он стал органичным элементом команды звёзд. Дебютный гол за «Реал» в рамках чемпионата он забил на 3-й минуте дебютного же поединка, а всего в первых 16 матчах Ла Лиги отметился пятью забитыми голами. Резво начавшийся сезон закончился, однако, лишь четвёртой строчкой в Примере и поражением в финале Кубка Короля от «Сарагосы» (2:3; Бекхэм открыл счёт в матче). Не соответствовал ожиданиям и результат «галактикос» в Лиге чемпионов: «Реал» вылетел на стадии 1/4 финала, совокупно уступив будущему финалисту «Монако» (4:2 и 1:3) из-за меньшего количества голов, забитых на выезде. Начало сезона 2004/05 была ознаменовано серией тренерских отставок: сначала Карлуша Кейроша сменил Хосе Антонио Камачо, продержавшийся в команде лишь три недели, затем назначенный вместо него Мариано Гарсия Ремон уступил бразильцу Вандерлею Лушембургу. На осенний кризис в клубе наложилась и неприятная история с участием Бекхэма на уровне международном: в матче против сборной Уэльса Бекхэм был грубо атакован защитником Беном Тэтчером и, осознав, что получил серьёзную травму, отомстил валлийцу, пойдя на сознательный фол против него и удостоившись за это дисквалификации на следующий матч. Об умышленности своих действий англичанин признался 12 октября 2004 года, на следующий день после матча, вызвав неоднозначную реакцию у общественности: «Я специально шёл на тот фол. Уверен, что некоторые считают, что у меня просто не хватило бы мозгов на такой поступок, однако мозги у меня есть. Я знал, что травмирован серьёзно, так что я сбил Тэтчера. Я и раньше такое делал. Понимая, что всё равно несколько недель играть не буду, я решил заодно и жёлтую карточку получить, чтобы дисквалификация пришлась на те матчи, в которых я и так играть не буду». 13 октября Бекхэм извинился за свои «ошибочные» действия перед Футбольной ассоциацией Англии, ранее потребовавшей объяснений от футболиста, а также перед болельщиками и партнёрами по сборной, и добавил: «Хочу лично извиниться перед главным тренером Свеном-Ёраном Эрикссоном. Я знаю, что как капитан сборной должен соблюдать принципы честной игры». Вскоре он был дисквалифицирован и в чемпионате Испании, получив вторую жёлтую карточку за саркастические аплодисменты в адрес главного арбитра в матче против действующего чемпиона, «Валенсии»; дисквалификация, впрочем, была снята по апелляции. К концу календарного года «Реалу» удалось подняться с восьмого места, занимаемого командой в конце сентября, на второе. Выше второй строчки команда в данном сезоне уже не поднялась, а из Кубка Короля была выбита «Вальядолидом» ещё на стадии 1/8 финала. На той же стадии завершили Бекхэм и компания своё выступление в Лиге чемпионов, уступив «Ювентусу» (1:0 и 0:2). Ставший новым главным тренером Хуан Рамон Лопес Каро сумел сплотить команду, добиться дисциплины и покончить с индивидуализмом; молодой и малоизвестный даже за пределами Мадрида специалист подобрал действенную схему, 4-1-4-1 (при Вандерлее использовалась 4-2-2-2, а при Кейроше — 5-3-2), и «Реал» наконец начал показывать игру, которую от него ждали. Результаты, однако, по-прежнему разочаровывали. По итогам сезона 2005/06 Бекхэм был признан лучшим игроком «Реала», снова финишировавшего в чемпионате вторым, вылетевшего из национального кубка в полуфинале, где «сливочные» обменялись разгромами с «Сарагосой» (1:6 и 4:0), и покинувшего Лигу чемпионов на стадии всё той же 1/8 финала, на этот раз проиграв «Арсеналу» (0:1 и 0:0). Очевидный провал стратегии Флорентино Переса означал, что в ближайшее межсезонье клуб ожидают большие перемены, и первой их предпосылкой стала отставка самого президента ещё в январе.

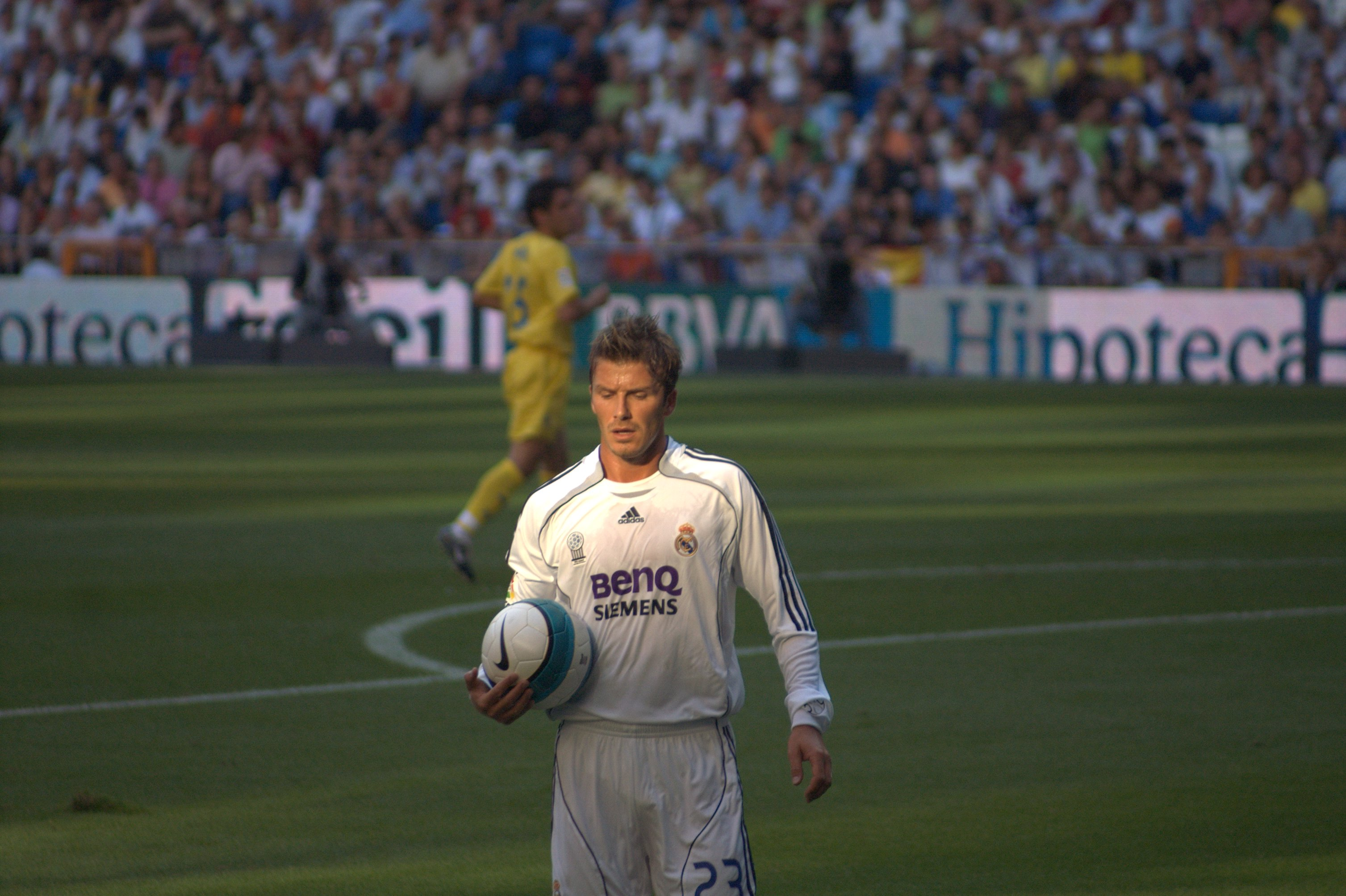
Бекхэм в сезоне 2006/2007

Летом 2006 года эпоха «галактикос» завершилась: клуб выбрал нового президента, которым стал Рамон Кальдерон, а также расстался с тренерским штабом и рядом ведущих футболистов. Не слишком удачная игра Дэвида Бекхэма на старте сезона 2006/07, в чём, вероятно, нашли отражение неприятности футболиста в сборной Англии — потеря капитанской повязки и даже места в основном составе, обернулась конфликтом с новым главным тренером Фабио Капелло. В итоге английский полузащитник отправился на скамейку запасных и, ввиду того, что срок действия контракта истекал уже летом 2007 года, а заключать новый ввиду наличия на тренерском мостике итальянского тренера нецелесообразно, был вынужден заняться поиском нового клуба. Цепочка опрометчивых высказываний спортивного директора «Реала», самого футболиста и главного тренера увела ситуацию за точку невозврата. В роли провокатора неосознанно выступил Предраг Миятович, сообщивший 10 января 2007 года, что Бекхэм покинет команду после окончания сезона; на следующий день выступил сам футболист, ответивший на бестактность клуба новостью о подписании 5-летнего контракта с «Лос-Анджелес Гэлакси», а 13 января черту подвёл Фабио Капелло, заявивший об окончании де-факто карьеры англичанина в мадридском клубе и переводе того в резерв до конца сезона. Развивая тему нового, американского контракта Бекхэма, главный тренер добавил: «Он не сможет поддерживать нужный настрой, будучи игроком другой команды. Пусть думает, чем заняться до конца сезона». Позднее в недоброжелательном ключе о грядущем переходе Бекхэма высказался Рамон Кальдерон, отметивший, что решение о не продлении контракта с полузащитником было «правильным», «и это доказывается тем фактом, что он больше никому, кроме американцев, не нужен», и что Бекхэм «собирается в Голливуд, а значит на одного недоактёра станет больше». По требованию капитана мадридского «Реала» Рауля Гонсалеса, выступившего от имени всех игроков команды, президент клуба принёс публичные извинения за свои высказывания: «Я тысячу раз извиняюсь перед всеми, кого мог нечаянно оскорбить. Но я хочу, чтобы все знали: всё, что я делаю, делаю исключительно во благо клуба. Что касается Бекхэма, то он футболист высшего уровня, отличающийся примерным поведением». Тем временем команда вступила в полосу затяжного кризиса, и Фабио Капелло, беспощадно критикуемый болельщиками за насаждение несвойственного «Реалу» оборонительного стиля игры, был вынужден вернуть опального англичанина в основу, фактически переложив на его плечи миссию по спасению сезона. Другой немаловажной причиной, вынудившей Капелло пойти на попятную, стала опасность потерять управление командой, лидеры которой — Гути, Рауль, Икер Касильяс и Мичел Сальгадо — поддерживали Бекхэма на протяжении конфликта и в конце концов ультимативно потребовали от наставника вернуть его в команду. 10 февраля 2007 года в первом после возвращения матче Бекхэм поразил ворота «Сосьедада», принеся мадридцам важную победу (2:1). В марте Дэвид принял участие в матчах 1/8 финала Лиги чемпионов против «Баварии», по итогам которых испанский клуб покинул турнир (3:2 и 1:2), вновь, как и в первом для Бекхэма сезоне главного клубного турнира Европы в мадридский период, уступив по голам на выезде. 17 июня 2007 года, в последний день сезона Ла Лиги, Бекхэм провёл последний же матч в составе мадридского клуба: обыграв «Мальорку», «Реал» обошёл «Барселону» по дополнительным показателям и завоевал долгожданное золото. Впечатляющая четырёхмесячная чемпионская кампания «Реала» во главе с Бекхэмом не могла не произвести впечатление на болельщиков и боссов клуба, и с завершением сезона начали раздаваться голоса в пользу заключения с футболистом нового контракта. Однако попытка руководства клуба уговорить Бекхэма продолжить карьеру в Мадриде не увенчалась успехом; провалилась и попытка «Реала» договориться непосредственно с «Лос-Анджелесом».

### «Лос-Анджелес Гэлакси»

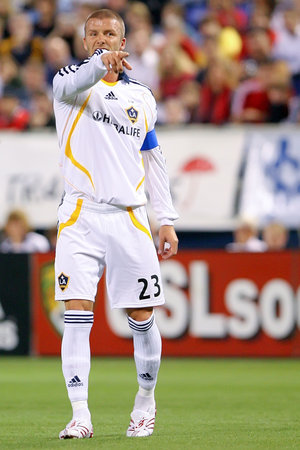
Бекхэм в составе «Лос-Анджелес Гэлакси», ноябрь 2007 г.

#### Первые сезоны
Приезд Дэвида Бекхэма в США спровоцировал беспримерный рост интереса к футболу со стороны местных болельщиков, что незамедлительно выразилось в резком увеличении количества абонементов, проданных на сезон 2008. Американские СМИ развернули беспрецедентную рекламную кампанию, направленную на продвижение бренда футболиста и вместе с этим популяризацию футбола в целом. Введённое по случаю перехода полузащитника в «Лос-Анджелес Гэлакси» т. н. «правило Бекхэма», позволяющее вывести до двух игроков из-под установленного в MLS потолка зарплат, содействовало качественному рывку в развитии американского футбола и повышению к нему интереса в мире. Контракт с новым клубом вступил в силу 11 июля 2007 года; 13 июля в присутствии более 5 000 болельщиков и около 700 аккредитованных журналистов Бекхэм был официально представлен в качестве игрока «ЛА Гэлакси». 21 июля Бекхэм дебютировал за команду в товарищеской игре против лондонского «Челси» (1:0), транслировавшейся в прямом эфире основного канала ESPN и собравшей на трибунах «Хоум Дипо Сентер» в числе прочих таких знаменитостей, как Том Круз, Ева Лонгория, Дженнифер Лав Хьюитт, Алисия Сильверстоун и Арнольд Шварценеггер. Несмотря на наличие в игре именитых футболистов лондонского клуба, основное внимание американских телевизионщиков было сосредоточено на Дэвиде Бекхэме, просидевшего на скамейке запасных до 78-й минуты и получившего травму вскоре после выхода на поле. Пропуская по состоянию здоровья четыре матча «Гэлакси», Бекхэм, тем не менее, на протяжении всего периода восстановления находился в расположении команды, присутствуя во время матчей на скамейке в уличной одежде. В целях безопасности, на следующий матч в Торонто футболисты «Лос-Анджелеса» вылетели чартерным рейсом, что ранее запрещалось лигой ввиду соображений равной конкуренции, и остановились в пятизвёздочном отеле (оплаченным промоутером из Торонто) вместо полагавшихся по мандату MLS скромных гостиниц. Первая официальная игра за калифорнийский клуб ещё не полностью поправившегося Бекхэма состоялась 9 августа на стадионе имени Роберта Кеннеди против «Ди Си Юнайтед» и собрала на то время рекордное в истории столичного клуба число болельщиков (46 686). Полуфинальный матч Североамериканской Суперлиги против этого же клуба, состоявшийся 15 августа, стал для Бекхэма знаковым, причём по многим причинам: впервые он вышел в стартовом составе «ЛА Гэлакси» и впервые — в качестве его капитана, а также забил свой первый гол, отдал первую голевую передачу и удостоился первой жёлтой карточки в составе американского клуба. 29 августа в финале Суперлиги против мексиканской «Пачуки» Бекхэм получил травму правого колена и досрочно покинул поле; сравняв счёт на 93-й минуте, американцы перевели игру в серию пенальти, в которой в итоге уступили. Обследование показало, что Дэвид повредил медиальную коллатеральную связку и процесс восстановления займёт не менее шести недель. 21 октября Бекхэм вернулся и принял участие в решающем для попадания в плей-офф матче против «Чикаго Файр», в котором «Лос-Анджелес» потерпел поражение, закончив сезон на 5-м месте в Западной Конференции и на 11-м — в совокупной таблице регулярного чемпионата MLS. За половину сезона в американском клубе, ещё более укороченную травмами, Бекхэм принял участие в 8 матчах (5 в лиге), забил 1 гол и отдал три голевые передачи (две — в лиге).

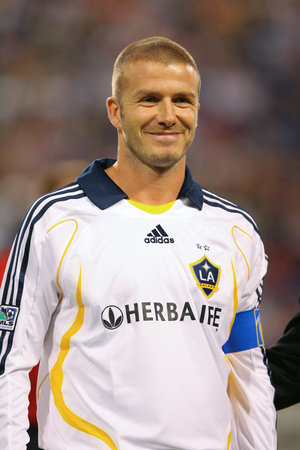
Бекхэм с капитанской повязкой в составе «Лос-Анджелес Гэлакси»

Январь и часть февраля 2008 года Бекхэм провёл в Лондоне, поддерживая форму на тренировках в составе «Арсенала» и готовясь принять участие в товарищеских матчах национальной сборной, которую в это время возглавил старый знакомый англичанина Фабио Капелло, а затем вернулся в Лос-Анджелес для непосредственно предсезонной подготовки. 3 апреля он открыл счёт своим голам за «Гэлакси» в рамках MLS, поразив ворота «Сан-Хосе Эрткуэйкс» на 9-й минуте матча. 24 мая на 4-й минуте матча против «Канзас-Сити Уизардс» Бекхэм повторил собственное достижение 12-летней давности, забив гол со своей половины поля, в данном случае с расстояния в 70 ярдов. В целом, сезон 2008 оказался ещё более неудачным для «Гэлакси», чем сезон 2007: на этот раз клуб закончил сезон на 6-й строчке в Конференции и на 13-й в общей таблице, снова не попав в плей-офф. Тем не менее, 2008-й можно занести в актив футболиста: он вернулся в сборную Англии и провёл в её составе несколько удачных матчей, чем заслужил доверие главного тренера и даже интерес со стороны европейских клубов. В конце 2008 года Бекхэм принял решение вернуться в Европу в качестве действующего футболиста — в первую очередь, для поддержания формы и статуса игрока основного состава сборной. 30 октября 2008 года футбольный клуб «Милан» объявил о намеченном на 7 января 2009 года переходе на правах аренды Дэвида Бекхэма, при этом сам футболист, пресекая возможные спекуляции, отметил, что возвращение в Европу не означает намерения оставить американский клуб.

#### Между «Миланом» и Лос-Анджелесом
Появление Бекхэма в «Милане» вызвало неоднозначную реакцию как со стороны общественности, так и со стороны футболистов данного клуба, некоторые из которых предположили, что это не более чем маркетинговый ход руководства. В новой команде Дэвид выбрал 32-й номер, ранее использовавшийся Кристианом Вьери; номера 7 и 23 были заняты соответственно Алешандре Пато и капитаном команды Массимо Амброзини. После прохождения медобследования Бекхэм заявил, что сможет продолжать игровую карьеру по крайней мере ещё в течение пяти лет, то есть до достижения 38 лет. Дебют Бекхэма в составе «Милана» состоялся 11 января 2009 года, а 25 января в третьем матче за клуб он забил свой первый гол в рамках Серии А, поразив ворота «Болоньи». Хотя футболист и не подвергал сомнению возвращение в Лос-Анджелес в марте, но слухов о возможности задержаться в Италии дольше запланированного срока, а то и заключить с «Миланом» полноценный контракт, избежать не удалось. Тому способствовала впечатляющая игра Бекхэма, забившего два гола в первых четырёх встречах, удачно вписавшегося в командную схему и сразу же закрепившегося в основе; итальянская пресса распространяла информацию о намерении «Милана» выкупить трансфер футболиста у «ЛА Гэлакси». В конце концов домыслы нашли подтверждение из первых уст: 4 февраля Бекхэм подтвердил, что ради продолжения карьеры в национальной сборной готов заключить постоянный контракт с итальянским клубом, однако последующие переговоры «Милана» с американцами ни к чему не привели. Впрочем, «Лос-Анджелес Гэлакси» согласился на продление срока аренды до середины июля, о чём сообщила 2 марта Los Angeles Times и что позже было подтверждено Бекхэмом, назвавшим сделку по продлению своей аренды «уникальной». Всего в сезоне 2008/09 Бекхэм провёл 20 матчей за итальянский клуб, включая 18 — в чемпионате, то есть чуть менее 50 % от общего их количества.

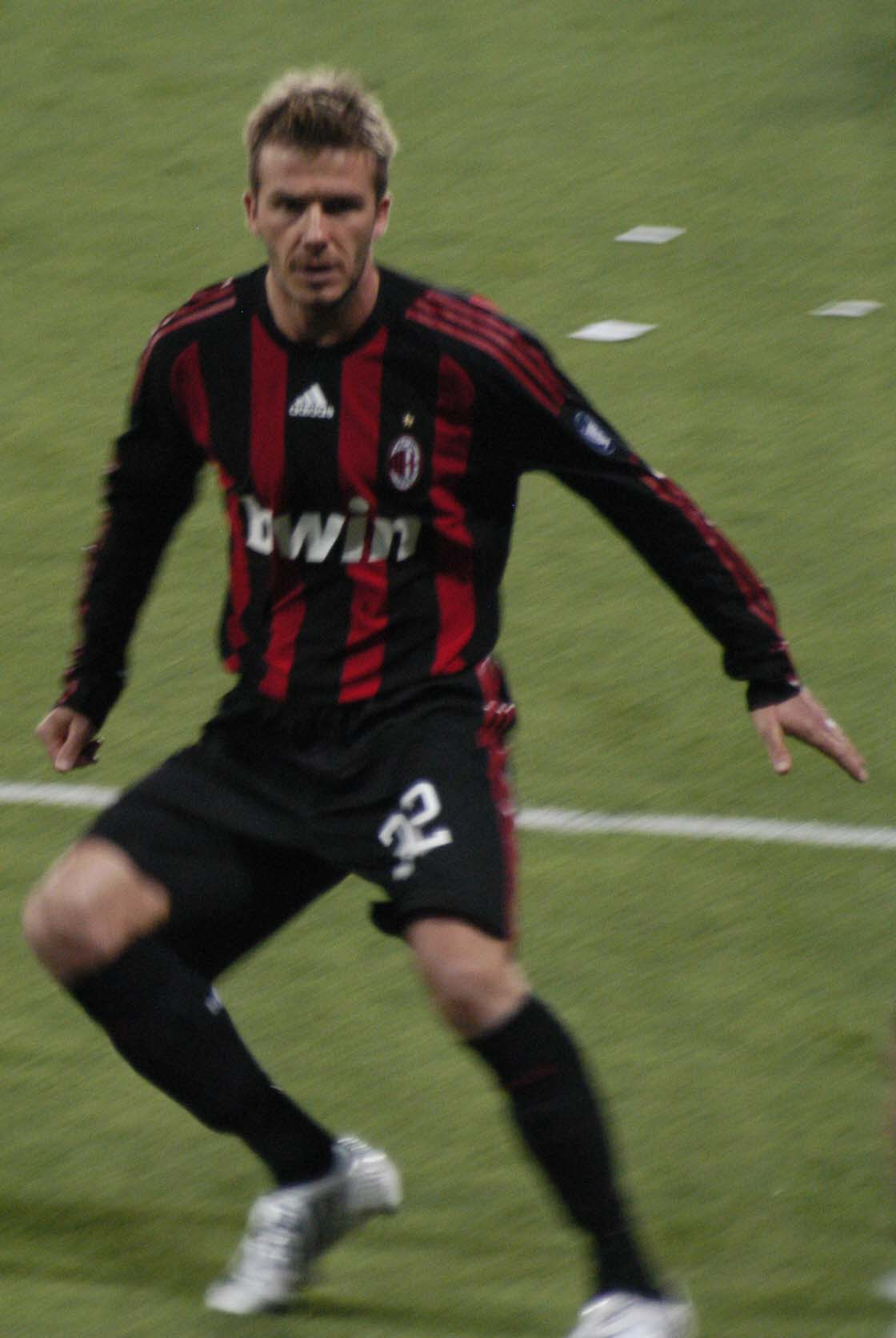
Дэвид Бекхэм в составе «Милана»

В Лос-Анджелесе Бекхэма ожидала «тёплая» встреча: болельщики, разочарованные тем, что Бекхэм пропустил половину сезона, регулярно демонстрировали неприязнь в адрес англичанина. На матчах то и дело мелькали обращённые Бекхэму плакаты с надписью «Возвращайся домой, мошенник!» или «Игрок на полставки». Также заслуга в столь резком неприятии американской публикой её недавнего кумира принадлежала другому футболисту «ЛА Гэлакси», Лэндону Доновану, из-за опубликованных в начале июля 2009 года отрывков из готовящейся к изданию за его авторством книги The Beckham Experiment, в которых нападающий подверг своего одноклубника довольно жёсткой критике. В обнародованных выдержках, в частности, содержалось следующее: «Допустим, Бекхэм захочет остаться здесь ещё на три года. Но я не собираюсь играть с ним ещё столько времени. Это ужасно. <…> Пусть, он не лидер. Пусть, он не капитан. Но как минимум рвать задницу каждый день он обязан. А этого не происходит; ему наплевать на команду. Человек, который получает больше всех в лиге, должен соответствовать своему статусу. Тренируйся, показывай себя. Такое впечатление, что Дэвид почитает всё это за шутку». Донован поставил клубу ультиматум, заявив, что покинет команду, «если Бекхэм не определится со своим будущим в самое ближайшее время». 12 июля, за день до своего возвращения из Италии, Бекхэм прокомментировал ситуацию: «Донован повёл себя непрофессионально. По возвращении в Лос-Анджелес я поговорю с ним с глазу на глаз, и мы всё выясним. За семнадцать лет я поиграл с великими футболистами в великих клубах, и ни разу никто не обвинил меня в отсутствии профессионализма». 15 июля американскими СМИ сообщалось о примирении футболистов, однако воздействие откровений Донована на болельщиков оказалось столь велико, что вскоре ими была развёрнута настоящая кампания, направленная против Бекхэма; скандальным заявлением отметился руководитель фан-клуба «Гэлакси», назвавший англичанина «кумиром для подростков и домохозяек», но «Иудой для настоящих фанатов», добавив, что для них, «настоящих фанатов», Бекхэм «умер». Сезон 2009 стал, однако, самым удачным для Бекхэма с момента его переезда в США: с возвращением набравшего в Серии A отменную форму Дэвида, моментально ставшего ключевым игроком команды, хотя и уступившего в пользу Лэндона Донована капитанскую повязку, «ЛА Гэлакси» поднялся с третьего на первое место в чемпионате Западной Конференции и впервые за несколько сезонов был готов включиться в борьбу за главный трофей — Кубок MLS. Впервые выиграв Запад, Бекхэм вывел команду в главный финал года, попутно одержав победу и в предшествующем Кубку MLS финале плей-офф Западной Конференции, где 20 октября 2009 года был повержен «Хьюстон Динамо» (2:0). В последнем матче сезона, состоявшемся 22 ноября, «Лос-Анджелес» уступил «Солт-Лейку» в серии пенальти (4:5); Бекхэм вышел к точке первым и свой удар реализовал. В конце ноября было подтверждено, что, вопреки опасности отхватить ещё одну порцию непонимания со стороны калифорнийских болельщиков, Бекхэм снова отправится на правах аренды в «Милан», и присоединится к итальянской команде, как и в прошлый раз, в начале января.
6 января 2010 года Дэвид Бекхэм, повторно дебютируя за «Милан», принял участие в разгромной победе над «Дженоа» (5:2), проведя на поле 75 минут. 16 февраля 2010 года Бекхэм впервые сыграл против «Манчестер Юнайтед» — это произошло в рамках первого матча 1/8 финала Лиги чемпионов на «Сан-Сиро». В завершившемся победой англичан (3:2) матче Бекхэм провёл на поле 72 минуты и был заменён на Кларенса Зеедорфа. Ответный матч на «Олд Траффорд» (0:4) запомнился символическим присоединением Бекхэма к протесту болельщиков «Юнайтед» против владельца клуба Малкольма Глейзера; по крайней мере, именно таким образом было расценено поведение экс-футболиста «МЮ», надевшего зелёно-золотой шарф, символ антиглейзеровского движения. Позже, впрочем, Бекхэм уклонился от прямого вопроса по этому поводу и заявил, что «протесты — не его дело». В следующем после лигочемпионской встречи матче Серии А против «Кьево» Бекхэм получил травму левого ахиллова сухожилия, из-за чего в результате пропустил остаток сезона итальянского первенства, Чемпионат мира 2010, принять участие в котором так рвался, и большую часть сезона MLS. Футболист был успешно прооперирован 15 марта в Финляндии и пропустил в общей сложности пять месяцев.
Первый после выздоровления матч Бекхэм провёл 11 сентября 2010 года, выйдя на замену на 70-й минуте матча против «Коламбус Крю» (3:1). 4 октября первый в календарном году гол Бекхэма, забитый со штрафного, принёс «Лос-Анджелесу» победу над «Чивас США» (2:1). Ещё один победный гол Дэвида, поразивший ворота «Далласа» (2:1), обеспечил «ЛА Гэлакси» вторую подряд победу в регулярном чемпионате Западной Конференции и одновременно — первую с 2002 года награду Supporters' Shield, вручаемую команде, занявшей первое место в сводной таблице обеих конференций. Однако тот же «Даллас» стал непреодолимым препятствием на пути «Гэлакси» в Кубок MLS: команда Дэвида Бекхэма проиграла 0:3 в финале Конференции 14 ноября; англичанин отметился жёлтой карточкой на 73-й минуте.

#### Сезоны 2011 и 2012
В преддверии сезона 2011 Бекхэм тренировался в составе «Тоттенхэма» и даже был близок к переходу в данный клуб на правах аренды, но «Гэлакси» воспрепятствовал сделке. Первый гол в сезоне 2011 Дэвид забил 15 мая, поразив ворота футбольного клуба «Спортинг Канзас-Сити» со штрафного с расстояния в 30 ярдов. 9 июля Бекхэм во второй раз за всю карьеру забил гол непосредственно с углового, принеся своей команде победу над «Чикаго Файр» (2:1); до этого подобным образом поразить ворота соперника ему удавалось в 1995 году, в период выступления на правах аренды за «Престон Норт Энд». 16 августа в домашней игре против «Мотагуа» (2:0) Бекхэм дебютировал в Лиге чемпионов КОНКАКАФ, в основную сетку которой «ЛА Гэлакси» попал впервые после реорганизации турнира (в североамериканском сезоне 2010/11, важнейшую, начальную для клуба часть которого Бекхэм пропустил из-за травмы, Los Galácticos были выбиты в квалификационном раунде от «Пуэрто-Рико Айлендерс»). Сыграв во всех матчах своей команды на групповой стадии главного клубного соревнования Северной Америки и, обойдя мексиканскую «Морелию» по лучшей разнице мячей, заняв первое место в группе, Бекхэм содействовал историческому для клуба завоеванию путёвки в плей-офф.
В своём лучшем сезоне MLS Бекхэм с 15 голевыми передачами стал вторым ассистентом регулярного чемпионата и лучшим с 3 голевыми передачами в турнире плей-офф. В третий раз подряд с уверенным преимуществом выиграна Западная Конференция, во второй — совокупный чемпионат обеих конференций; по количеству набранных очков показан второй результат в истории MLS. В полуфинале плей-офф Конференции был обыгран усиленный Тьерри Анри «Нью-Йорк Ред Буллз» (1:0 и 2:1), в финале — повержен «Реал Солт-Лейк» (3:1); на 58-й минуте Бекхэм отметился голевой передачей нападающему Майку Маги. 21 ноября 2011 года Дэвид Бекхэм в составе «Лос-Анджелес Гэлакси» впервые стал обладателем главного трофея высшего дивизиона США и Канады — Кубка MLS. В главном матче года со счётом 1:0 (гол забил Лэндон Донован) на домашнем стадионе клуба из Лос-Анджелеса был обыгран «Хьюстон Динамо». Когда 31 декабря 2011 года контракт Бекхэма «ЛА Гэлакси» истёк, он был уже признанной легендой клуба и любимцем болельщиков. Благоприятная обстановка, сложившаяся вокруг англичанина по ходу сезона 2011, в котором он проявил свои лучшие игровые качества и по-настоящему напомнил о себе образца лучших времён, во многом способствовала решению остаться в Калифорнии ещё на один сезон. Однако трансферные страсти вокруг нестареющей суперзвезды зимой 2011/12 разгорелись нешуточные: в борьбу за Бекхэма включились французский «ПСЖ», английские «Тоттенхэм» и «Куинз Парк Рейнджерс», мексиканская «Тихуана», а также «Милан». Свен-Ёран Эрикссон предложил Дэвиду должность играющего тренера в «Лестер Сити». Интерес большого количества европейских клубов Бекхэма, по его признанию, «удивил», ведь он, опять же по его словам, находится «в довольно преклонном для большого спорта возрасте».

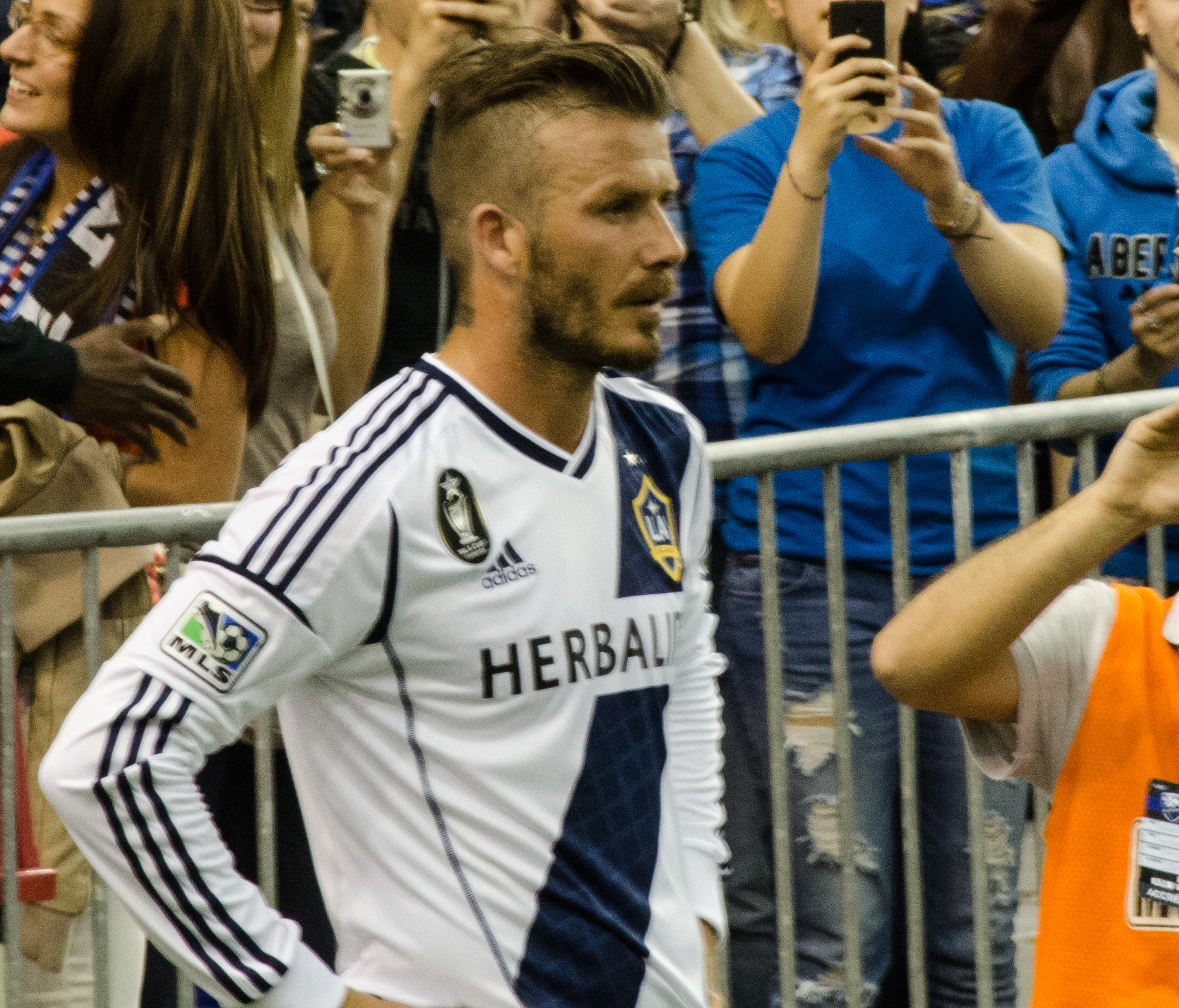
Бекхэм в форме «Лос-Анджелес Гэлакси» в 2012 году

Вариант с Парижем считался наиболее вероятным, в пользу чего говорила твёрдая уверенность руководителей клуба, обозначаемая ими в различных интервью. В частности, спортивный директор «ПСЖ» Леонардо Араужо в начале ноября 2011 года говорил: «Я тренировал Дэвида в „Милане“ и между нами сложились хорошие отношения. Его трудно назвать обычным футболистом, но он каждый день тренируется и играет, как дитя. Наши двери для него открыты. Он больше, чем футболист. Он бренд, поп-звезда». Но ближе к 2012 году парижане потеряли надежду на осуществление трансфера Бекхэма, рядом СМИ называвшегося первостепенной задачей клуба; 3 января в интервью спортивному изданию L’Equipe Леонардо внёс ясность относительно ситуации с переходом футболиста: «Всё кончено. Дэвид очень хотел выступать за нашу команду, но решающую роль сыграло желание всех членов его семьи остаться в Лос-Анджелесе. А семья для него на первом месте». 18 января 2012 года Бекхэм подписал новый двухлетний контракт с «Лос-Анджелес Гэлакси», и тогда же объяснил своё решение: «Моя семья невероятно счастлива в Америке, и мы намерены растянуть это удовольствие ещё на много лет». В новом контракте особо оговаривался пункт о праве Бекхэма покинуть расположение клуба для возможного участия в Олимпийских играх.
Футбольный сезон 2012 года стартовал для Бекхэма 7 марта с гостевого поединка 1/4 финала Лиги чемпионов КОНКАКАФ против «Торонто». Прошедший на главном стадионе Канады в недружелюбной для американских гостей обстановке матч был отмечен несколькими инцидентами, в том числе с участием Дэвида Бекхэма, забросанного в момент подачи углового праздничными лентами и пивными банками, и закончился со счётом 2:2, причём «ЛА Гэлакси» сумел спастись благодаря голу Донована лишь на последней минуте. В ответной встрече, состоявшейся 14 марта, «Лос-Анджелес» уступил канадцам со счётом 1:2 и покинул турнир. Не лучшим образом выдалось начало сезона в MLS: калифорнийцы регулярно теряли очки и к лету находились в нижней части турнирной таблицы своей конференции. Крайне не вовремя нагрянувший игровой кризис в клубе серьёзно понизил шансы Бекхэма получить вызов в Олимпийскую сборную Великобритании, даже несмотря на предельную самоотдачу и боевой настрой, демонстрируемые самим футболистом из матча в матч. Красивые голы Бекхэма — лучшее, что за отсутствием должных результатов случалось с «Гэлакси» в первой половине сезона 2012. 15 апреля в домашнем матче против «Портленд Тимберс» потрясающим дальним ударом из-за пределов штрафной Дэвид забил гол в самой концовке встречи, открыв тем самым голевой счёт в 2012 году. 13 мая 2012 года в выездном матче против «Монреаля» Бекхэм, забив гол на 62-й минуте со штрафного удара, сделал счёт 1:1 и позволил своему клубу уйти от поражения. В ходе матча против «Сан-Хосе Эрткуэйкс», состоявшегося 6 июля, на следующий день после официального оглашения окончательной заявки сборной Великобритании, в которую Бекхэм, к своему глубочайшему разочарованию, не попал, случился скандальный эпизод, главным героем которого стал английский полузащитник. Заподозрив игрока «Сан-Хосе» Сэма Кронина в симулировании травмы, Бекхэм исполнил навесной удар, послав мяч с 25 метров точно в голову футболиста, который сидел на газоне в гуще одноклубников и общался с главным арбитром. Следом развернулась потасовка между Бекхэмом, награждённым жёлтой карточкой за «неспортивное поведение», и футболистами «Сан-Хосе» во главе с резко выздоровевшим Крониным. Уже после окончания игры («ЛА Гэлакси» уступил со счётом 3:4) на Бекхэма была наложена дополнительная санкция в виде одноматчевой дисквалификации. 15 июля, вернувшись на футбольное поле после окончания дисквалификации, Бекхэм оформил дубль в ворота «Портленда» (5:3). Третий в карьере прямой гол с углового, забитый Дэвидом Бекхэмом 23 августа в ворота сальвадорского клуба «Исидро Метапан», стал первым и единственным для полузащитника в рамках североамериканской Лиги чемпионов. Также в матче против «Исидро» Бекхэм отметился голевым пасом на Робби Кина. По итогам группового турнира «Лос-Анджелес Гэлакси» второй сезон подряд с первого места, завоёванного с преимуществом в 6 очков над ближайшим преследователем, вышел в плей-офф.
Провальный старт сезона чуть было не стоил действующему чемпиону лиги досрочным сложением полномочий: заняв в Западной Конференции 4-е место, предпоследнее в ряду позволяющих продолжить сезон серией плей-офф, и 8-е место в сводной таблице, «Лос-Анджелес» сумел спасти сезон, хотя и удлинил себе путь в Кубок MLS отборочным раундом. Одержав победу в отборе над «Ванкувер Уайткэпс» (2:1), справившись затем в полуфинале Конференции с «Сан-Хосе Эрткуэйкс» (0:1 и 3:1) и обыграв в финале «Сиэтл Саундерс» (3:0 и 1:2), «ЛА Гэлакси» второй сезон подряд вышел в решающий матч на Кубок MLS, где его соперником опять же второй подряд стал «Хьюстон Динамо». Показательно, что оба финалиста не смогли попасть напрямую в полуфинал Конференции и вынуждены были преодолевать отборочный раунд. В сводной таблице регулярного чемпионата участники главного матча сезона расположились друг за другом: на 8-м и 9-м местах; благодаря более высокой позиции относительно соперника «Лос-Анджелес» снова получил право сыграть в Кубке MLS на домашней арене. 19 ноября 2012 года Бекхэм заявил, что выступление в финальном поединке 1 декабря 2012 года станет его последней игрой за «Лос-Анджелес Гэлакси».
Место, где Дэвид собрался продолжить карьеру ни он, ни его представители не назвали. Австралийская газета The Australian назвала возможным местом продолжения карьеры англичанина какой-то из группы местных клубов, эту же информацию подтвердила Франс Пресс, однако представители полузащитника эту информацию опровергли. BBC сообщил, что Бекхэмом заинтересовался французский клуб «Пари Сен-Жермен». Главный тренер ПСЖ, Карло Анчелотти сказал, что о переходе Дэвида он ничего не знает.
Бекхэм далее заявил, что примет решение о переходе в новый клуб до конца года, а также, что возможно вернётся в MLS в роли одного из владельцев (изначальный контракт с лигой позволяет ему стать владельцем нового клуба MLS за заниженную фиксированную цену в 25 миллионов долларов). 5 февраля 2014 года лига объявила, что Дэвид Бекхэм использовал опцион своего контракта с MLS, позволяющий ему приобрести новую франшизу лиги по заниженной стоимости. Новый клуб будет базироваться в Майами и начнёт выступление в MLS в 2020 году.

### «Пари Сен-Жермен»
31 января 2013 года Бекхэм подписал пятимесячный контракт с «Пари Сен-Жермен». Дэвид заявил, что будет переводить свою зарплату местной детской благотворительной организации. 24 февраля Бекхэм дебютировал за новый клуб в матче с «Марселем», выйдя на замену на 76 минуте матча. Встреча закончилась победой «парижан» со счётом 2:0. В составе «парижан» Дэвид стал чемпионом Франции. Завоевав этот титул Бекхэм стал первым англичанином, выигравшим чемпионаты четырёх стран. Кроме чемпионата Франции футболисту покорялись чемпионат Англии («Манчестер Юнайтед»), Испании («Реал Мадрид») и MLS («Лос-Анджелес Гэлакси»).

16 мая Бекхэм заявил об уходе из профессионального футбола по окончании текущего сезона, заявив: 
«Я думаю, пришло время завершить карьеру и выступление на таком высоком уровне. Я хочу поблагодарить всех моих одноклубников, партнёров и великих наставников, которые многому меня научили. Также спешу поблагодарить болельщиков, которые постоянно поддерживали меня и придавали сил к новым достижениям».

## Карьера в сборной
Дебют Дэвида Бекхэма за национальную сборную Англии состоялся 1 сентября 1996 года, в матче квалификации чемпионата мира 1998 года против сборной Молдовы. Чемпионат мира 1998 был большим эмоциональным всплеском для Бекхэма. Первые два матча группового этапа он пропустил, зато в последнем забил решающий гол ударом со штрафного сборной Колумбии, и стал национальным героем и главной надеждой страны в 1/8 финала с Аргентиной. В матче против Аргентины Бекхэм оформил голевую передачу на Майкла Оуэна, который, обойдя с мячом всю аргентинскую оборону, забил самый красивый гол на мундиале. Однако на 47-й минуте Бекхэм был удалён с поля за нанесение удара капитану команды Диего Симеоне, который по ходу матча неоднократно его провоцировал. Это удаление практически лишило команду шансов на победу и в конечном итоге англичане проиграли аргентинцам в послематчевой серии пенальти. Почти сразу после матча Бекхэм в глазах прессы и фанатов из главной надежды превратился в антигероя и главную причину провального выступления сборной на чемпионате.
На Евро-2000 Бекхэм уже в первом матче с португальцами отдал две голевые передачи в первом тайме и Англия повела 2:0, но в итоге не смогла удержать даже ничью, проиграв 2:3. В следующем принципиальнейшем матче с немцами Бекхэм снова отдал великолепнейшую голевую передачу со штрафного на Алана Ширера и Англия выиграла 1:0, но затем англичане уступили Румынии 2:3 и вылетели с чемпионата.

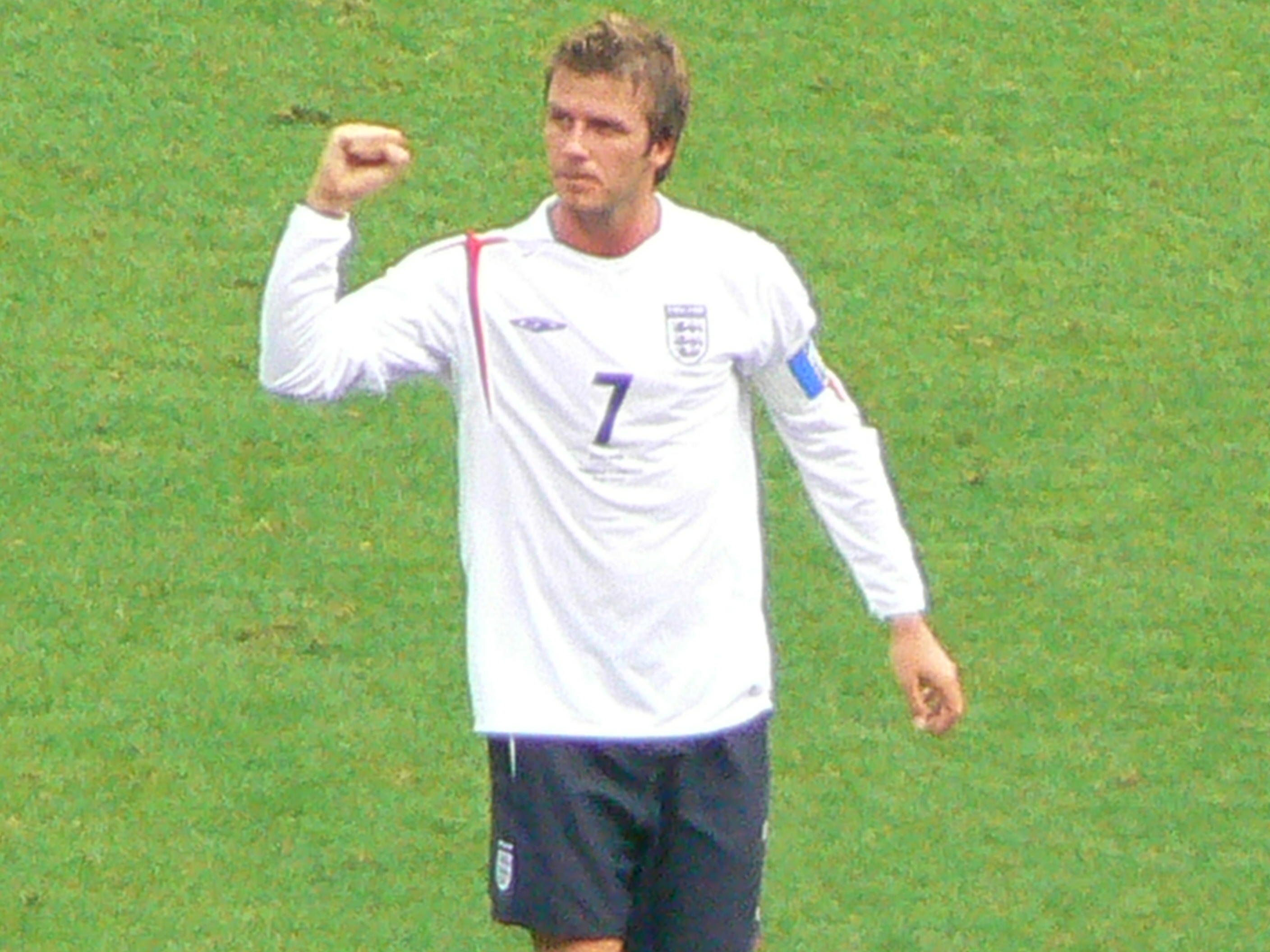
Дэвид Бекхэм в составе сборной Англии, 2006 год

Бекхэм стал капитаном сборной в товарищеском матче против Италии, сохранил капитанскую повязку и в матче с Испанией, а потом и в квалификационных матчах Чемпионата мира 2002 с Албанией и Финляндией, последней он забил очень важный гол на «Энфилд Роуд» в Ливерпуле. Он отличился и дома, на «Олд Траффорд», когда забил решающий гол для сборной в ворота сборной Греции в октябре 2001 года, что позволило сборной Англии сохранить своё первое место и попасть в Японию и Южную Корею. Но за месяц до начала чемпионата мира, аргентинец Дюшер из Депортиво Ла-Корунья на «Олд Траффорд» ломает левую ногу Бекхэма, совершая неоправданно жёсткий подкат. Вся нация, поклонники Бекхэма и сборной Англии по всему миру ждали возвращения Бекхэма в строй до начала мирового первенства. И он поправился, хотя как утверждали врачи не до конца, и помог сборной сначала сыграть вничью 1:1 с очень сильной сборной Швеции, сделав голевую передачу ударом с углового, потом забил пенальти в ворота Аргентины, которая считалась одним из главных фаворитов чемпионата. Ничья в последнем матче с Нигерией 0:0 вывела сборную в следующий раунд, где англичане во главе с Бекхэмом, сделавшим две голевые передачи, победили датчан 3:0 и попали в четвертьфинале на сборную Бразилии. Где сборная Англии была остановлена восходящей футбольной суперзвездой Роналдиньо, который забил гол в ворота Симену и отдал голевую передачу на Ривалдо. Но, несмотря на поражение, дома англичан встретили как героев.
В первом матче Чемпионата Европы 2004 англичане играли с командой Франции. В первом тайме после подачи Бекхэма счёт открыл Фрэнк Лэмпард, в начале второго тайма англичане владели преимуществом и заработали пенальти, но Бекхэм пробил почти по центру ворот, и Бартез смог парировать удар. Всё шло к победе сборной Англии, но два гола Зидана (со штрафного и с пенальти) в добавленное время принесли победу французам 2:1. После этого англичане уверенно переиграли швейцарцев 3:0 и хорватов 4:2 и вышли в четвертьфинал на сборную Португалии — хозяев турнира. 120 минут матча не принесли победы ни одной из команд — 2:2. В серии послематчевых пенальти первым у англичан бил Бекхэм и пробил намного выше ворот, в итоге португальцы одержали победу.
В стартовом матче Чемпионата мира 2006 англичане встречались с парагвайцами. После подачи Бекхэма со штрафного мяч в свои ворота срезал защитник парагвайцев и их капитан Гамарра, что принесло победу англичанам 1:0. Во втором матче с Тринидадом и Тобаго Бекхэм сделал голевую передачу на Крауча, в итоге этот гол стал победным, Англия победила 2:0. В последнем матче англичане разошлись миром со шведами 2:2. В матче 1/8 финала родоначальники футбола играли со сборной Эквадора. На 60-й минуте англичане заработали штрафной удар вблизи ворот и Бекхэм своим фирменным резаным ударом отправил мяч в левый нижний угол ворот, вратарь коснулся мяча пальцами, но это не помогло, Англия победила 1:0. В четвертьфинале англичанам, как и два года назад на Евро-2004, противостояла команда Португалии. И снова основное и дополнительное время закончились вничью 0:0, а в серии послематчевых пенальти опять победили португальцы.
В результате травмы, полученной в составе «Милана» в матче с «Кьево», Бекхэм не смог принять участие в Чемпионате мира 2010. Тем не менее, он явился в ЮАР вместе с командой по личному приглашению Фабио Капелло в качестве помощника. Много позже Дэвид рассказал об этом опыте: «Мне это совсем не понравилось. Я не знаю, как тренеры получают удовольствие от того, чем они занимаются. Я люблю работать с детьми и тренировать их, но должность тренера никогда не интересовала меня». В начале августа 2010 года Фабио Капелло сделал неожиданное заявление о том, что не намерен больше вызывать Бекхэма в сборную: «Я хочу поблагодарить Дэвида за его помощь на Кубке мира, однако на этом всё; он, наверное, слишком стар». Также тренер объявил, что полузащитник сможет провести последнюю игру и попрощаться с болельщиками, однако Дэвид отказался проводить прощальный матч за сборную. Дэвид Бекхэм заявил, что не собирается покидать ряды сборной, ему хочется поучаствовать в отборочных играх Чемпионата Европы 2012 и даже на самом чемпионате. 15 ноября 2011 года, отвечая на вопрос, имеет ли Бекхэм шансы попасть в состав сборной на Евро-2012, Капелло сказал: «Нет. Я думаю, он будет включен только в олимпийскую сборную. Но у меня ещё есть время, чтобы принять решение».

### Голы за сборную
| #   | Дата            | Соперник           | Результат | Соревнования                  |
| --- | --------------- | ------------------ | --------- | ----------------------------- |
| 1.  | 26 июня 1998    | Колумбия           | 2:0       | ЧМ-1998                       |
| 2.  | 24 марта 2001   | Финляндия          | 2:1       | Отборочные матчи на ЧМ-2002   |
| 3.  | 25 мая 2001     | Мексика            | 4:0       | Товарищеский матч             |
| 4.  | 6 июня 2001     | Греция             | 2:0       | Отборочные матчи на ЧМ-2002   |
| 5.  | 6 октября 2001  | Греция             | 2:2       | Отборочные матчи на ЧМ-2002   |
| 6.  | 10 ноября 2001  | Швеция             | 1:1       | Товарищеский матч             |
| 7.  | 7 июня 2002     | Аргентина          | 1:0       | ЧМ-2002                       |
| 8.  | 12 октября 2002 | Словакия           | 2:1       | Отборочные матчи на Евро-2004 |
| 9.  | 16 октября 2002 | Северная Македония | 2:2       | Отборочные матчи на Евро-2004 |
| 10. | 29 марта 2003   | Лихтенштейн        | 2:0       | Отборочные матчи на Евро-2004 |
| 11. | 2 апреля 2003   | Турция             | 2:0       | Отборочные матчи на Евро-2004 |
| 12. | 20 августа 2003 | Хорватия           | 3:1       | Товарищеский матч             |
| 13. | 6 сентября 2003 | Северная Македония | 2:1       | Отборочные матчи на Евро-2004 |
| 14. | 18 августа 2004 | Украина            | 3:0       | Товарищеский матч             |
| 15. | 9 октября 2004  | Уэльс              | 2:0       | Отборочные матчи на ЧМ-2006   |
| 16. | 30 марта 2005   | Азербайджан        | 2:0       | Отборочные матчи на ЧМ-2006   |
| 17. | 25 июня 2006    | Эквадор            | 1:0       | ЧМ-2006                       |

### Олимпийская сборная Великобритании
Дэвид Бекхэм принимал активное участие в судьбе Олимпийской сборной Великобритании с момента её воссоздания в июне 2011 года. Причём изначально речь шла о назначении именно Бекхэма главным тренером олимпийской команды, но он отказался, посчитав, что будет более ей полезен в качестве игрока, и публично высказался в пользу кандидатуры Стюарта Пирса. В дальнейшем Дэвид не раз озвучивал желание выступить на домашней Олимпиаде за объединённую команду, однако его позиции неожиданно пошатнулись после утверждения в октябре 2011 года главным тренером Стюарта Пирса. Несмотря на содействие Бекхэма в его назначении, Пирс скептически отнёсся к олимпийскому энтузиазму футболиста. 20 января 2012 года Бекхэм заявил, что надеется стать капитаном сборной Великобритании на Играх-2012. 18 апреля 2012 года Дэвид Бекхэм вошёл в расширенный список футболистов, которые могут сыграть на Олимпийском турнире в Лондоне, однако в окончательную заявку, объявленную 28 июня, не попал. Решение главного тренера спровоцировало широкий общественный резонанс, а также вызвало недоумение у оргкомитета Олимпийских Игр и олимпийской ассоциации Великобритании. На эту тему высказались известные футболисты и тренеры, общественные деятели, музыканты. В частности, Гарри Реднапп отметил, что «…своим решением Стюарт Пирс огорчил немало представителей верхов. Они хотели бы видеть Бекса в команде. Я тоже удивлен и сожалею, что его нет в команде». Сэр Пол Маккартни не скрывал своего гнева и даже назвал Стюарта Пирса «идиотом»: «Бекхэм должен быть первым игроком в сборной за его вклад в футбол и заслуги в получении Лондоном Олимпиады. Но один идиот думает иначе. Мне немного жаль тех трёх футболистов, которые старше 23-х лет, потому что мы будем смотреть на них и говорить: на вашем месте должен быть Бекхэм». «Когда я узнал, что Бекхэм не поедет на Олимпиаду, то был слегка рад и слегка разочарован. Рад, потому что он не будет играть против нас, и наша задача будет менее трудной. Но я был расстроен, так как Бекхэм — великий игрок, поэтому мне хотелось однажды сыграть против него. Я бы мог потом рассказывать об этом детям», — рассказал нападающий сборной Бразилии Неймар. Решением наставника сборной Великобритании был разочарован Жозе Моуринью: «Есть кое-что, чего я не могу понять. В том, что Олимпийские игры-2012 проводятся в Лондоне, есть огромная заслуга Дэвида Бекхэма. Он был самой представительной фигурой этой заявки. И я не могу понять, почему он не играет». По мнению колумниста The Sun Стивена Ховарда, решение о не включении Бекхэма в олимпийскую заявку «подлое и неправильное» и «выглядит плевком в лицо настроений всей нации»; корреспондент The Telegraph Генри Уинтер охарактеризовал решение Пирса «чрезвычайно странным»: «Стюарт Пирс решил не включать в заявку одного из очень немногих людей во всей Великобритании, кого действительно заботит олимпийский футбольный турнир». В числе прочих публично поддержал Дэвида Бекхэма принц Уильям.
Превалирующее мнение: тренер сборной Великобритании недооценил национальные и спортивные настроения, отвергнув Дэвида Бекхэма. Сам футболист выразил сожаление по поводу случившегося, и добавил: «Что ж, значит я стану самым ярым болельщиком этой команды». Также Бекхэм выразил надежду, что «Великобритания выиграет олимпийский футбольный турнир».
Сборная Великобритании бесславно завершила домашний турнир, оставшись без медалей.
Стоит добавить, что Дэвид Бекхэм был активным участником продвижения олимпийской заявки Лондона и принимал участие в ритуале символической передачи олимпийского флага британской столице на церемонии закрытия Олимпийских Игр в Пекине. «Бекхэм с самого начала поддерживал идею проведения Игр в Лондоне, и во многом благодаря ему МОК выбрал именно наш город. Он участвовал в закладке камня в лондонском Олимпийском парке», — рассказывает член оргкомитета Игр-2012 Уильям Моррис. 28 июля 2012 года Бекхэм принял участие в церемонии открытия Олимпиады: он перевёз по Темзе факел и передал его обладателю пяти золотых олимпийских медалей по гребле Стиву Редгрэйву.

## Награды и достижения

### Командные
«Манчестер Юнайтед»
- Чемпион английской Премьер-лиги (6): 1995/96, 1996/97, 1998/99, 1999/00, 2000/01, 2002/03
- Обладатель Кубка Англии (2): 1996, 1999
- Обладатель Суперкубка Англии (2): 1996, 1997
- Победитель Лиги чемпионов УЕФА: 1999
- Обладатель Межконтинентального кубка: 1999
- Чемпион Англии среди резервных команд: 1993/94
- Обладатель Молодёжного Кубка Англии: 1992

«Реал Мадрид»
- Чемпион Испании: 2006/07
- Обладатель Суперкубка Испании: 2003

«Лос-Анджелес Гэлакси»
- Чемпион MLS (2): 2011, 2012
- Обладатель Supporters' Shield MLS (2): 2010, 2011
- Победитель регулярного чемпионата Западной конференции MLS (3): 2009, 2010, 2011

«Пари Сен-Жермен»
- Чемпион Франции: 2012/13

### Личные

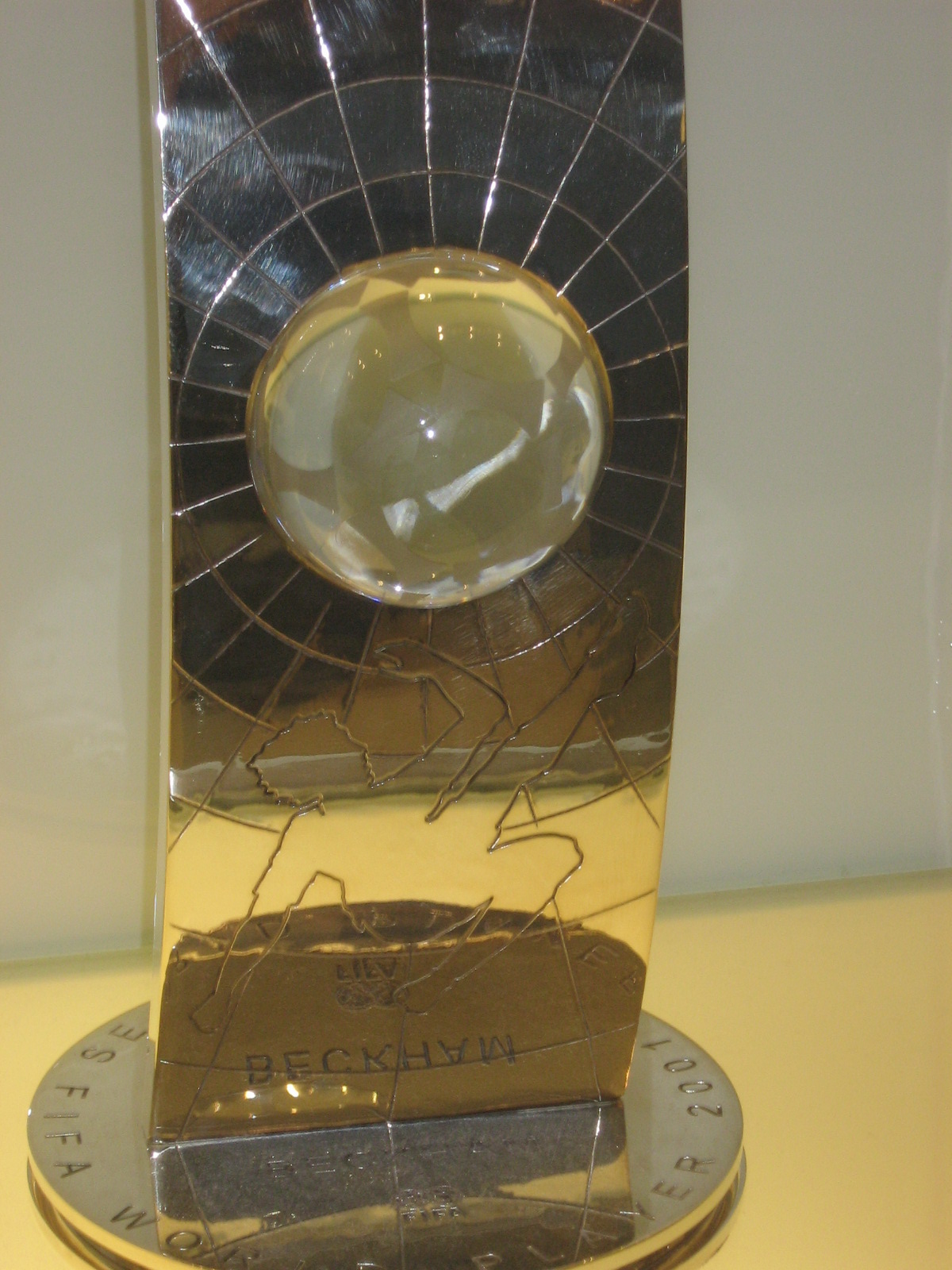
«Серебряный мяч», вручённый Дэвиду Бекхэму как второму лучшему футболисту мира (2001)

- Молодой игрок года по версии ПФА: 1996/97
- Приз сэра Мэтта Басби лучшему игроку года: 1996/97
- Игрок месяца английской Премьер-лиги: август 1996
- Игрок года по версии Футбольной ассоциации: 2003
- Команда года по версии ПФА (4): 1996/97, 1997/98, 1998/99, 1999/00
- Входит в символическую сборную года по версии European Sports Media: 1998/99
- Команда года по версии УЕФА (2): 2001, 2003
- Клубный футболист года по версии УЕФА: 1999
- Лучший полузащитник европейского сезона по версии УЕФА: 1998/99
- Обладатель Серебряного мяча по версии France Football (второй лучший футболист Европы): 1999
- Второй лучший игрок года ФИФА (2): 1999, 2001
- Спортсмен года по версии «Би-би-си»: 2001[138]
- Включён в список «ФИФА 100»[139]
- Награда ESPN лучшему футболисту-мужчине: 2004[140]
- Награда ESPN лучшему игроку MLS (2): 2008[140], 2012[141]
- Включён в Зал славы английского футбола: 2008
- Обладатель награды «Би-би-си» за достижения в области спорта: 2010[142]
- Символическая сборная года MLS: 2011
- Награда Ассоциации футбольных журналистов за заслуги перед футболом: 2008
- Обладатель Награды президента УЕФА: 2018
- Включён в Зал славы английской Премьер-лиги: 2021

### Ордена и специальные награды
- Офицер Ордена Британской империи (OBE): 2003
- Посол доброй воли ЮНИСЕФ: с 2005 года
- «Величайший посол Британии» — включён в список 100 великих британцев[143]
- Занимает 15-е место в списке «100 знаменитостей» по версии «Forbes»: 2007[144]
- Занимает первое место в списке 40 самых влиятельных людей в Великобритании до 40 лет по версии журнала «Arena»[145]: 2007
- Включён в список «Time 100» по версии журнала «Time»: 2008[146]
- Рыцарь-бакалавр: 2025[147]

## Статистика выступлений
| Клуб                      | Сезон            | Лига | Лига | Национальные кубки | Национальные кубки | Еврокубки / Кубки КОНКАКАФ | Еврокубки / Кубки КОНКАКАФ | Прочие | Прочие | Итого | Итого |
| Клуб                      | Сезон            | Игры | Голы | Игры               | Голы               | Игры                       | Голы                       | Игры   | Голы   | Игры  | Голы  |
| ------------------------- | ---------------- | ---- | ---- | ------------------ | ------------------ | -------------------------- | -------------------------- | ------ | ------ | ----- | ----- |
| Манчестер Юнайтед         | 1992/93          | 0    | 0    | 1                  | 0                  | 0                          | 0                          | 0      | 0      | 1     | 0     |
| Манчестер Юнайтед         | 1993/94          | 0    | 0    | 0                  | 0                  | 0                          | 0                          | 0      | 0      | 0     | 0     |
| Манчестер Юнайтед         | 1994/95          | 4    | 0    | 5                  | 0                  | 1                          | 1                          | 0      | 0      | 10    | 1     |
| Манчестер Юнайтед         | 1995/96          | 33   | 7    | 5                  | 1                  | 2                          | 0                          | 0      | 0      | 40    | 8     |
| Манчестер Юнайтед         | 1996/97          | 36   | 8    | 2                  | 1                  | 10                         | 2                          | 1      | 1      | 49    | 12    |
| Манчестер Юнайтед         | 1997/98          | 37   | 9    | 4                  | 2                  | 8                          | 0                          | 1      | 0      | 50    | 11    |
| Манчестер Юнайтед         | 1998/99          | 34   | 6    | 8                  | 1                  | 12                         | 2                          | 1      | 0      | 55    | 9     |
| Манчестер Юнайтед         | 1999/00          | 31   | 6    | 0                  | 0                  | 12                         | 2                          | 5      | 0      | 48    | 8     |
| Манчестер Юнайтед         | 2000/01          | 31   | 9    | 2                  | 0                  | 12                         | 0                          | 1      | 0      | 46    | 9     |
| Манчестер Юнайтед         | 2001/02          | 28   | 11   | 1                  | 0                  | 13                         | 5                          | 1      | 0      | 43    | 16    |
| Манчестер Юнайтед         | 2002/03          | 31   | 6    | 8                  | 2                  | 13                         | 3                          | 0      | 0      | 52    | 11    |
| Манчестер Юнайтед         | Итого            | 265  | 62   | 36                 | 7                  | 83                         | 15                         | 10     | 1      | 394   | 85    |
| Престон Норт Энд (аренда) | 1994/95          | 5    | 2    | 0                  | 0                  | -                          | -                          | 0      | 0      | 5     | 2     |
| Престон Норт Энд (аренда) | Итого            | 5    | 2    | 0                  | 0                  | 0                          | 0                          | 0      | 0      | 5     | 2     |
| Реал Мадрид               | 2003/04          | 32   | 3    | 5                  | 2                  | 7                          | 1                          | 2      | 1      | 46    | 7     |
| Реал Мадрид               | 2004/05          | 30   | 4    | 0                  | 0                  | 8                          | 0                          | 0      | 0      | 38    | 4     |
| Реал Мадрид               | 2005/06          | 31   | 3    | 6                  | 1                  | 7                          | 1                          | 0      | 0      | 44    | 5     |
| Реал Мадрид               | 2006/07          | 23   | 3    | 2                  | 1                  | 6                          | 0                          | 0      | 0      | 31    | 4     |
| Реал Мадрид               | Итого            | 116  | 13   | 13                 | 4                  | 28                         | 2                          | 2      | 1      | 159   | 20    |
| Лос-Анджелес Гэлакси      | 2007             | 5    | 0    | 0                  | 0                  | 2                          | 1                          | 0      | 0      | 7     | 1     |
| Лос-Анджелес Гэлакси      | 2008             | 25   | 5    | 0                  | 0                  | 0                          | 0                          | 2      | 0      | 27    | 5     |
| Лос-Анджелес Гэлакси      | 2009             | 15   | 2    | 0                  | 0                  | 0                          | 0                          | 0      | 0      | 15    | 2     |
| Лос-Анджелес Гэлакси      | 2010             | 10   | 2    | 0                  | 0                  | 0                          | 0                          | 0      | 0      | 10    | 2     |
| Лос-Анджелес Гэлакси      | 2011             | 30   | 2    | 0                  | 0                  | 6                          | 0                          | 0      | 0      | 36    | 2     |
| Лос-Анджелес Гэлакси      | 2012             | 30   | 7    | 0                  | 0                  | 1                          | 1                          | 0      | 0      | 31    | 8     |
| Лос-Анджелес Гэлакси      | Итого            | 115  | 18   | 0                  | 0                  | 9                          | 2                          | 2      | 0      | 126   | 20    |
| Милан (аренда)            | 2008/09          | 18   | 2    | 0                  | 0                  | 2                          | 0                          | 0      | 0      | 20    | 2     |
| Милан (аренда)            | 2009/10          | 11   | 0    | 0                  | 0                  | 2                          | 0                          | 0      | 0      | 13    | 0     |
| Милан (аренда)            | Итого            | 29   | 2    | 0                  | 0                  | 4                          | 0                          | 0      | 0      | 33    | 2     |
| Пари Сен-Жермен           | 2012/13          | 10   | 0    | 2                  | 0                  | 2                          | 0                          | 0      | 0      | 14    | 0     |
| Пари Сен-Жермен           | Итого            | 10   | 0    | 2                  | 0                  | 2                          | 0                          | 0      | 0      | 14    | 0     |
| Всего за карьеру          | Всего за карьеру | 540  | 97   | 51                 | 11                 | 126                        | 19                         | 14     | 2      | 731   | 129   |

## Владелец «Интер Майами»
5 февраля 2014 года MLS объявила, что Дэвид Бекхэм использовал опцион своего контракта с лигой, подписанного в 2007 году, который позволял ему приобрести новую франшизу лиги по заниженной стоимости в 25 млн долларов. 5 сентября 2018 года были официально представлены название — «Интер Майами» — и логотип клуба. Клуб базируется в Майами и начал выступление в MLS в 2020 году. Деловыми партнёрами Бекхэма являются боливийский миллиардер Марсело Клауре, британский продюсер Саймон Фуллер, предприниматели из Майами братья Хорхе и Хосе Мас и японский миллиардер Масаёси Сон. Звезда НБА Леброн Джеймс заявил, что также может стать потенциальным партнёром.

## Личная жизнь

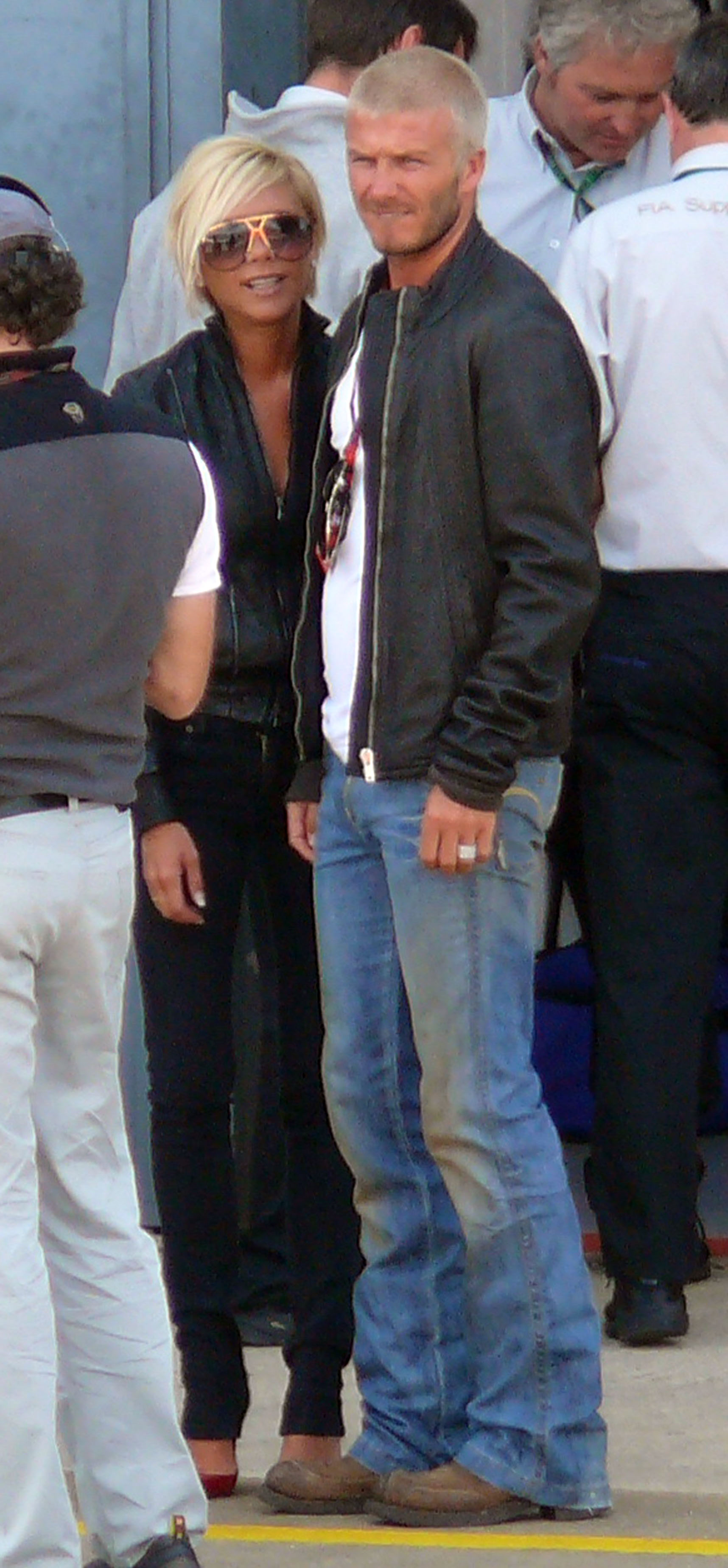
Дэвид и Виктория Бекхэм (2007)

Женат на бывшей солистке группы Spice Girls Виктории Бекхэм (в девичестве — Адамс). Имеет троих сыновей: Бруклин Джозеф (4 марта 1999), Ромео Джеймс (1 сентября 2002) и Круз Дэвид (20 февраля 2005). 10 июля 2011 года родилась дочь Харпер Севен.
Средний сын Дэвида Ромео Джеймс Бекхэм (англ. Romeo James Beckham) — также футболист, нападающий клуба «Брентфорд». В 2014 году он поступил в Академию лондонского Арсенала.
В сентябре 2021 года, когда ему исполнилось 19 лет, Ромео Бекхэм присоединился к принадлежащему Дэвиду футбольному клубу MLS — «Интер Майами». 19 сентября Ромео дебютировал за клуб в матче против клуба «Тормента» из Первой лиги USL, а в октябре 2022 года начал тренироваться в Англии, куда он перешёл на правах аренды в клуб «Брентфорд». Он забил свой первый гол 14 февраля 2023 года в игре против клуба «Уилдстон»'. В июне 2023 было объявлено, что Ромео подписал полноценный контракт с клубом «Брентфорд» и готовится к своему дебюту в Английской Премьер-Лиге.
Дэвид Бекхэм имеет более 50 татуировок на теле. Это имена его сыновей (Brooklyn, Cruz и Romeo), репродукция иконы Мэттью Брукса «Человек Страданий», изображающая Иисуса на кресте, портрет Виктории Бекхэм на предплечье, крылатый крест на шее, а также имя его жены на санскрите и розы к 10-летнему юбилею их свадьбы. После рождения дочери Харпер Севен он сделал себе татуировку на шее с её именем. Очередная татуировка Бекхэма была сделана на левой руке, там написано слово «Love» (в переводе — любовь) и ласточка. Также он нанёс несколько тату на череп и лицо.

## Вне футбола
Помимо футбола Дэвид Бекхэм активно снимается в рекламах и различных журналах о моде. Также Дэвид Бекхэм выпускает собственную парфюмерию и линию одежды. В начале 2012 года Бекхэм подписал контракт с молодёжным брендом H&M. Помимо рекламирования, знаменитый полузащитник предложил бренду свои модели нижнего белья. 1 февраля в Лондоне Дэвид Бекхэм отпраздновал международный запуск коллекции David Beckham Bodywear for H&M.
Бекхэм снялся в нескольких фильмах в эпизодических ролях. Так, в фильме британского кинорежиссёра Гая Ричи «Агенты А. Н. К. Л.» (2015) Бекхэм исполнил роль-камео. В 2017 году вышел следующий фильм Ричи, «Меч короля Артура», в котором Бекхэм исполнил эпизодическую роль рыцаря Триггера.
Ведёт блог в Instagram, является самым популярным Instagram-блогером из Великобритании с более чем 71 млн подписчиков.
Во время российского вторжения на Украину выразил поддержку Украине и записал видео, в котором объявил о сборе средств для детей из Украины. Кроме того, Бекхэм предоставил свою страницу в Instagram украинскому врачу, чтобы показать работу перинатального центра в Харькове

## Фильмография
| Год  |   | Русское название       | Оригинальное название            | Роль    |
| ---- | - | ---------------------- | -------------------------------- | ------- |
| 2007 | ф | Гол 2: Жизнь как мечта | Goal II: Living the Dream        | камео   |
| 2017 | ф | Меч короля Артура      | King Arthur: Legend of the Sword | Триггер |